# بيبي ستورس
بيبي ستورس (بالإنجليزية: Bebe Stores)‏ (تنطق: /biːbiː/), هي علامة تجارية لبيع ملابس النساء بالتجزئة تم تأسيسها في عام 1976. تطور العلامة التجارية وتنتج مجموعة من الملابس النسائية وملحقاتها والعطور التي تقوم بتسويقها تحت أسماء «بيبي (Bebe)» أو «بيبي سبورت (Bebe Sport)» أو «بيبي أولت (Bebe Outlet)».
في 21 أبريل 2017، أعلنت شركة بيبي أنها ستغلق ما تبقى من محلاتها ال168 المبنية من الطوب والملاط لبيع المنتجات عبر الإنترنت.

## وصلات خارجية
- الموقع الرسمي